# Николай (линейный корабль, 1816)
«Николай» — парусный 74-пушечный линейный корабль Черноморского флота Российской империи.

## Описание корабля
Один из одиннадцати парусных линейных кораблей типа «Анапа», строившихся для Черноморского флота в Херсоне и Николаеве с 1806 по 1818 год. Длина корабля составляла 54,9 метра, ширина по сведениям из различных источников от 14,5 до 14,7 метра, а осадка от 6,5 до 6,6 метра. Артиллерийское вооружение корабля состояло из 74 орудий.

## История службы
Корабль «Николай» был заложен в Николаеве и после спуска на воду в 1816 году вошёл в состав Черноморского флота и перешёл в Севастополь.
В составе эскадр находился в практических плаваниях в Чёрном море в 1817—1824 годах. 17 мая 1818 года корабли эскадры, находившиеся на Севастопольском рейде, посетил император Александр I.
В 1825—1826 годах стоял в Севастопольском порту. В 1827 году «Николай» перешел из Севастополя в Николаев, где был переоборудован в блокшив.

## Командиры корабля
Командирами корабля «Николай» в разное время служили:
- К. Г. Гайтани (1816 год).
- М. Е. Снаксарев (1817—1824 годы).
- Н. Д. Критский (1827 год).